# Tanourdi
Tanourdi (franska: Tanourdi (CR), Tanourdi (Commune Rurale), arabiska: واد الجديدة) är en kommun i Marocko.   Den ligger i provinsen Midelt och regionen Drâa-Tafilalet, 210 km sydost om huvudstaden Rabat. Antalet invånare är 2 777.